# Torsøya
Torsøya est une île dans le landskap Sunnhordland du comté de Vestland. Elle appartient administrativement à Kvinnherad.

## Géographie
Rocheuse et couverte d'arbres, elle s'étend sur environ 378 m de longueur pour une largeur approximative de 245 m. Elle compte un bâtiment. 